# Vincent Connare
Vincent Connare, né le 26 septembre 1960, est un typographe américain, dessinateur de caractères, entre autres du Comic Sans, Trebuchet et d'Ubuntu (parmi d'autres dessinateurs pour cette dernière).

## Biographie
Vincent Connare est né le 26 septembre 1960 à Boston, aux États-Unis. Il a fait ses études à la Milford High School de Milford, dans le Massachusetts, puis à l'Institut de technologie de New York, où il a obtenu une licence en beaux-arts et en photographie. Il a ensuite obtenu un master en conception de caractères à l'Université de Reading au Royaume-Uni.

## Carrière
Connare a commencé à travailler chez Microsoft dès 1993, où il a joué un rôle clé dans le développement de plusieurs polices destinées à améliorer l'expérience utilisateur sur les interfaces graphiques. En 1994, alors qu'il travaillait sur le projet de Microsoft Bob, il remarqua que les dialogues des personnages de cette interface étaient affichés dans la police Times New Roman, qu'il jugeait trop formelle pour un usage ludique. Cela l'a conduit à créer une police plus appropriée et informelle : Comic Sans.
Il quitte l'entreprise en 1999 pour se consacrer à ses études à l'Université de Reading d'où il a obtenu un master.

## Comic Sans
La police Comic Sans, créée par Connare, a été adoptée par de nombreuses entreprises de renom, telles qu'Apple, BMW ou encore Burberry. Malgré son succès commercial, la police est devenue controversée et s'est attiré de nombreux détracteurs, en particulier dans le secteur de la conception graphique. La haine est devenue si intense qu'il y a eu plusieurs tentatives pour faire interdire la police. Connare n'a pas été offensé par les réactions négatives suscitées par sa création ; en fait, lors de la quatrième conférence annuelle sur l'ennui, Connare a déclaré qu'il trouvait le mépris pour son travail « légèrement amusant ».